# مغثرية
المِغْثِرِيَّة أو المِيلِيكَة هو جنس من الأعشاب المعمرة. توجد في معظم المناطق المعتدلة في العالم. تتكتل أنواعها لتصبح أعشابًا جذمورية قصيرة. لها قصبات مزهرة تصل إلى 250 سـم (98 بوصة) تحمل السنيبلات الطويلة من الزهور الورقية. تحتوي السنيبلات من زهرة إلى سبع زهرات خصبة ذات بنية بدائية في النهاية البعيدة تتكون من واحد إلى أربعة زهيرات معقمة. بعض أنواع المغثرية لها جعثن.